# Flynn Ogilvie
Flynn Ogilvie (Wollongong, 17 de setembro de 1993) é um jogador de hóquei sobre a grama australiano, medalhista olímpico.

## Carreira
Ogilvie integrou a Seleção Australiana de Hóquei sobre a grama masculino nos Jogos Olímpicos de Verão de 2020 em Tóquio, quando conquistou a medalha de prata após confronto contra a equipe belga na final da competição.